# Любовідз (Мазовецьке воєводство)
Любовідз (пол. Lubowidz) — місто в Польщі, у гміні Любовідз Журомінського повіту Мазовецького воєводства.
Населення — 1780 осіб (2011).
У 1975-1998 роках село належало до Цехановського воєводства. Статус міста має з 1 січня 2019 року.

## Демографія
Демографічна структура станом на 31 березня 2011 року:
|          | Загалом | Допрацездатний вік | Працездатний вік | Постпрацездатний вік |
| -------- | ------- | ------------------ | ---------------- | -------------------- |
| Чоловіки | 869     | 167                | 618              | 84                   |
| Жінки    | 911     | 177                | 540              | 194                  |
| Разом    | 1780    | 344                | 1158             | 278                  |